# Batang
För andra betydelser, se Batang (olika betydelser).
Batang är en köping i västra Sichuan-provinsen i sydvästra Kina. Batang är huvudort i häradet Batang.